# GTR-18 Smokey SAM
| Spezifikationen GTR-18A | Spezifikationen GTR-18A |
| ----------------------- | ----------------------- |
|                         |                         |
| Länge                   | 38 cm                   |
| Leitwerkspannweite      | 15 cm                   |
| Durchmesser             | 5 cm                    |
| Maximale Flughöhe       | 600 m                   |
| Antrieb                 | Feststoffrakete         |

Die GTR-18 oder DGTR-18 Smokey SAM ist eine in den frühen 1980er Jahren entwickelte, einfache und günstige Boden-Luft-Rakete (SAM, Surface-to-air missile). Sie wird bis heute genutzt, um den Beschuss durch Boden-Luft-Abwehr in Kriegsübungen zu simulieren.
Die Bezeichnung der Rakete wurde in den frühen 1990er Jahren von GTR-18 in DGTR-18 geändert, um eine Unterscheidung zu „echten“, militärischen Raketen zu ermöglichen. Das D steht dabei für „Dummy“ (deutsch: Attrappe).

## Konstruktion
Der Körper der Rakete besteht hauptsächlich aus Phenolpapier und Schaumpolystyrol. Deshalb ist ein Treffer für ein Flugzeug vollkommen ungefährlich. Die Rakete ist mit 38 cm Länge verhältnismäßig klein und hat einen Feststoffantrieb.

## Aufbau
Das komplette „Smokey SAM Simulator System“ besteht neben den Raketen selbst noch aus weiteren Komponenten:
AbschussrampeGibt es in zwei Ausführungen mit einem oder vier Abschussrohren (genannt LMU-23/E bzw. LMU-24/E). Die Abschussvorrichtungen sind klein, transportabel und lassen sich auch auf unwegsamem Gelände aufbauen.
VerfolgungsradarEin AN/VPQ-1-Verfolgungsradar, das auf einem Fahrzeug montiert wird. Es dient der Simulation der Aufschaltung durch ein feindliches Radar.